# Arbatskaja (Arbatsko-Pokrovskaja)
Arbatskaja (in russo Арбатская?) è una stazione della Linea Arbatsko-Pokrovskaja, la linea 3 della Metropolitana di Mosca. Insieme a Smolenskaja e Kievskaja, fu costruita nel 1953 per sostituire la più datata sezione parallela di binari, che da allora era divenuta parte della Linea Filëvskaja.
La vecchia stazione era stata danneggiata da una bomba tedesca nel 1941, così la sua ricostruzione fu effettuata più in profondità per poter fungere eventualmente da rifugio missilistico (specialmente in caso di bomba atomica). Nonostante inizialmente si fosse pensato di chiudere la stazione, la vecchia sezione fu riaperta cinque anni dopo, creando una situazione confusa, in quanto esistevano due coppie di stazioni completamente separate con gli stessi nomi (Arbatskaja e Smolenskaja).
Arbatskaja fu disegnata da L.M. Polyakov, V.V. Pelevich e Yu.P. Zenkevich. Dato che doveva servire come rifugio antiatomico e come stazione della metropolitana, Arbatskaja è grande (la banchina di 250 metri è la seconda maggiore di Mosca) e profonda (41 metri sotto il livello del suolo). Il tunnel principale è ellittico a sezione incrociata, che si differenzia dal tipico design circolare. La stazione presenta bassi pilastri squadrati ricoperti in marmo rosso e un alto soffitto a volte decorato con ornamenti, motivi floreali e lampadari.

## Interscambi
Da questa stazione, i passeggeri possono effettuare il trasbordo a Biblioteka Imeni Lenina, sulla Linea Sokol'ničeskaja, Aleksandrovskij Sad sulla Linea Filëvskaja, e Borovickaja sulla Linea Serpuchovsko-Timirjazevskaja. Nonostante il nome in comune, non è possibile raggiungere la stazione Arbatskaja sulla Linea Filëvskaja.